# Phra Rabiang
Ein Phra Rabiang ist ein Wandelgang in einem Wat, einer buddhistischen Tempelanlage in Thailand.

## Geschichte

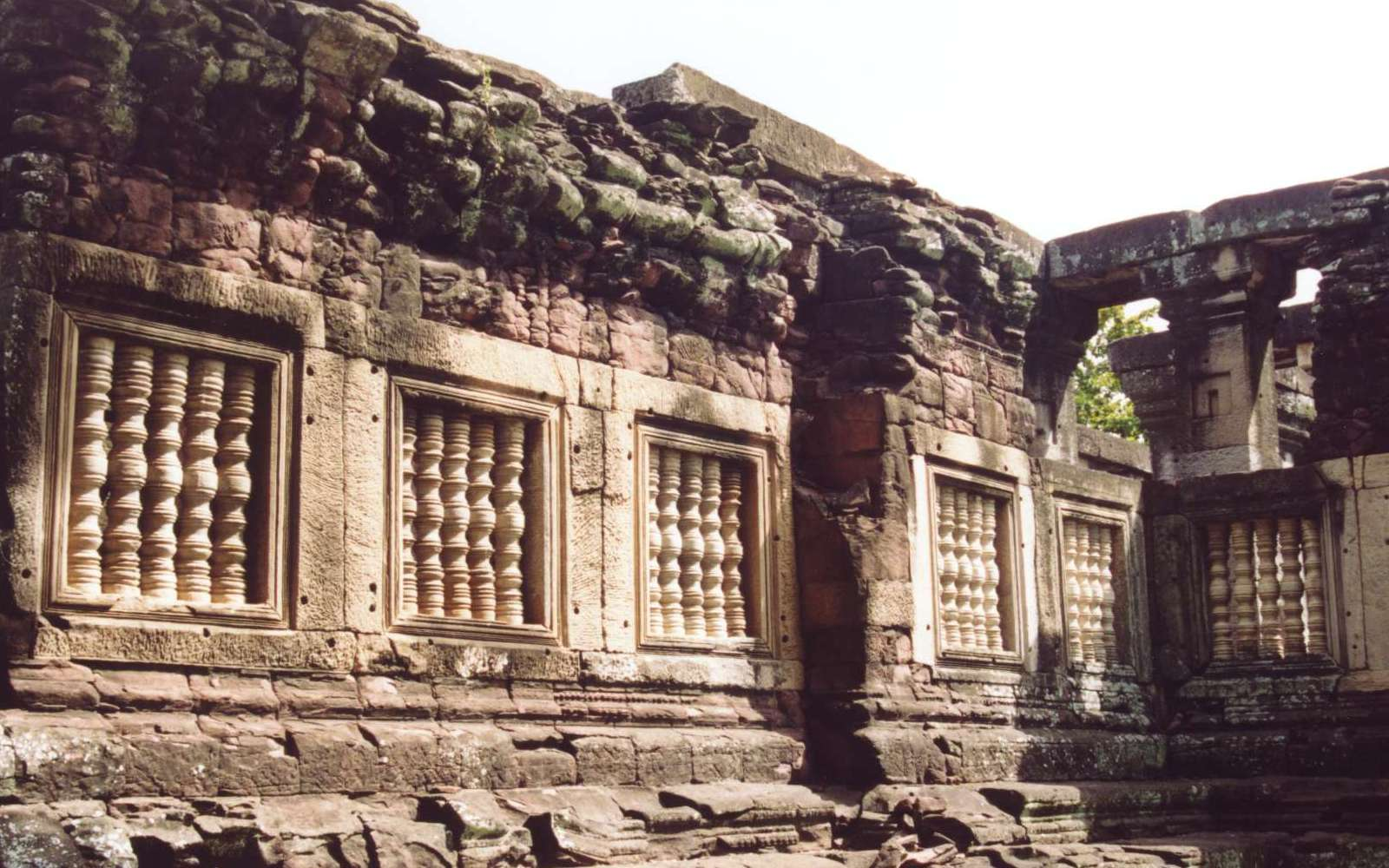
Khmer-Galerie in Phimai

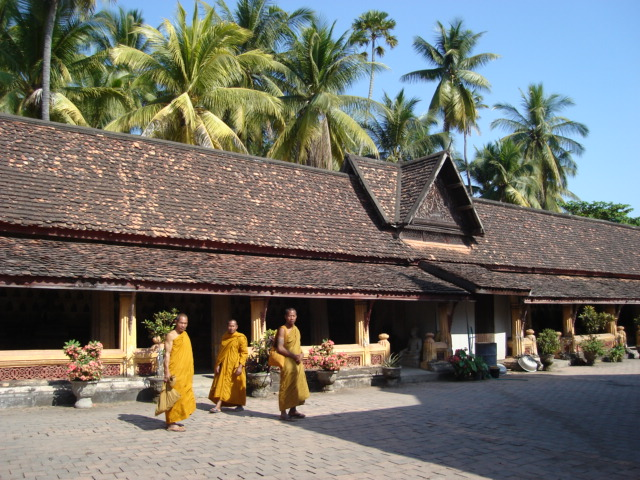
Phra Rabiang im Wat Si Saket, Vientiane, Laos

Ab dem 9. Jahrhundert dominierten die Khmer-Könige von Angkor (heute Kambodscha) fast 400 Jahre lang den gesamten Nordwesten des heutigen Thailand. Ihre Bauwerke zählen zu den größten Leistungen der Architektur.
Wie bei den meisten Khmer-Tempeln dieser Zeit, besteht das Haupt-Heiligtum aus einem hohen, aus grauem Sandstein erbauten Turm (dem Prang), dessen Grundriss quadratisch ist. Den heiligsten Bezirk umschließt ein enger, überdachter Gang, auch als Galerie bezeichnet. Die Galerie hat gewöhnlich Tore (Gopurams) an den 4 Kardinal-Punkten, denen Vorhallen zugeordnet sind. Quadratische Fenster öffnen sich zum Innenhof. Sie wurde wohl ursprünglich als zeremonieller Prozessionsweg benutzt, um das zentrale Heiligtum stellvertretend für den Berg Meru zu umschreiten.

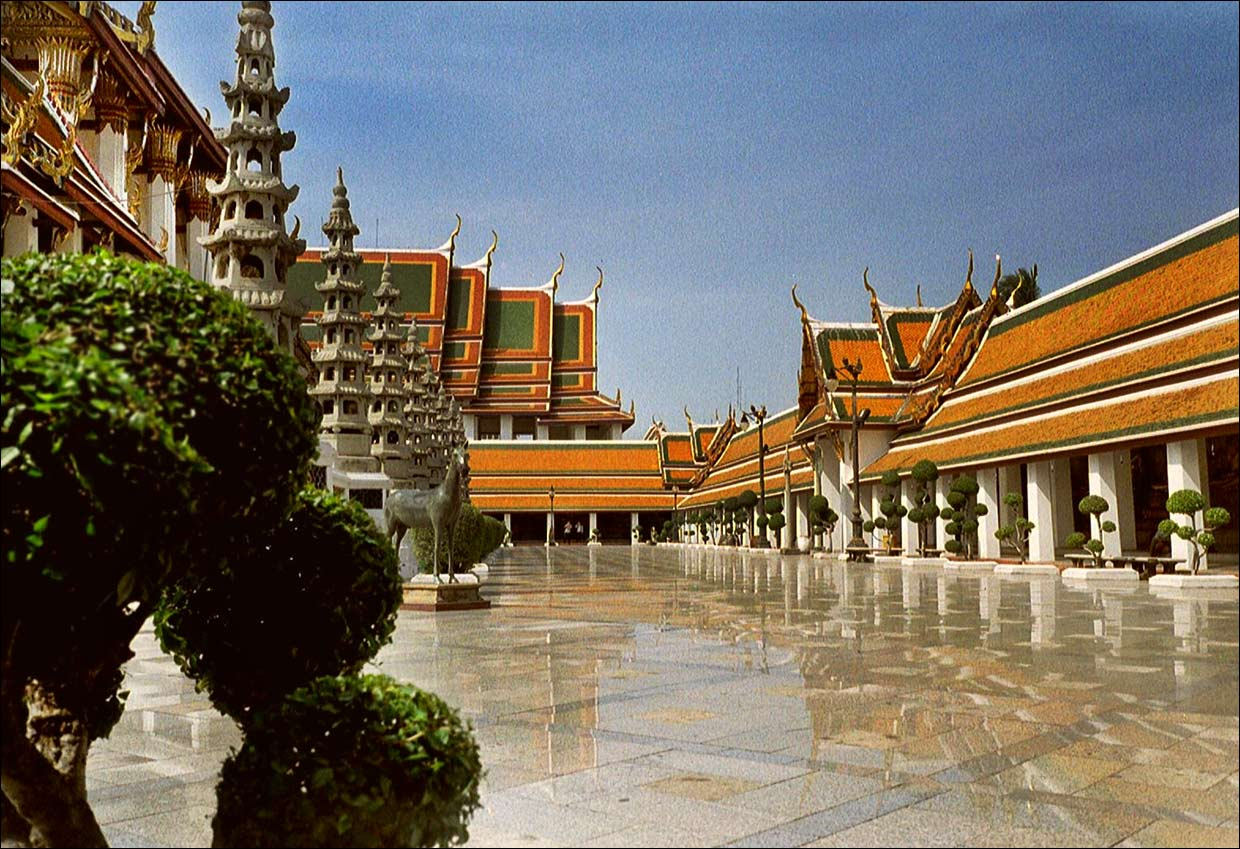
Phra Rabiang im Wat Suthat, Bangkok

## Der Phra Rabiang in Thailand
Diese Art von Galerie ist auch in der Thailändischen Tempel-Architektur der folgenden Jahrhunderte zu finden. Allerdings benutzten die Thais nicht Sandstein, sondern Ziegelsteine und Holz, die Dachverkleidung war aus Keramik. Anders als die Khmer-Galerien in Thailand, die bis auf wenige vergitterte Fenster rundum geschlossen waren, sind die Thai-Galerien zum Innenhof offen, das Dach wird von Säulen gestützt. Möglicherweise stammt diese Bauweise von der Inneren Galerie des Angkor Wat.
Das älteste Beispiel einer solchen Galerie scheint der Wat Phutthai Sawan aus der Mitte des 14. Jahrhunderts im heutigen Geschichtspark Ayutthaya zu sein.

## Beispiel
Ebenso beliebt wie damals in Ayuthaya sind die Galerien in den zahlreichen Tempeln in Bangkok. Ein bekanntes Beispiel ist der Wat Phra Kaeo, der Tempel des Smaragd-Buddhas im Königspalast in Bangkok. Die Eingänge, die die Galerie unterbrechen, werden von mystischen Riesen, den Yakshas, bewacht. Die Wände des Wandelgangs schmücken Malereien, die das Ramakien darstellen, das große hinduistische Epos über den Gotthelden Rama und seinen Sieg über das Böse. Die Geschichte wird auf insgesamt 178 Feldern erzählt. Die von König Phra Phutthayotfa Chulalok (Rama I.) bearbeiteten Gedichte zu diesem Epos sind auf Marmortafeln geschrieben, die in die Pfeiler gegenüber den jeweiligen Bildern eingelassen wurden.
Während nicht alle Tempel einen Wandelgang besitzen, ist es doch wichtig anzumerken, dass die Thais die Galerie adaptierten, um das wichtigste Bauwerk im Tempel zu umgeben, um es wie bei den Khmer zum Äquivalent des Berges Meru zu machen, der von mehreren Bergketten umgeben ist.
Gleichzeitig begrenzt der Wandelgang den Bereich, in dem bei buddhistischen Feiertagen die zeremonielle Umschreitung des Heiligtums stattfindet.